# Gaucher de Forcalquier
Gaucher de Forcalquier, né à Forcalquier vers 1410 et mort le 6 octobre 1484, est un prélat français du XVe siècle.

## Biographie
Gaucher de Forcalquier est issu en ligne directe des anciens comtes de Forcalquier et de la branche de Céreste, et est  le deuxième fils de Raimond, baron de Céreste et d'Angélique de Brancas, sœur de Niccolò Brancaccio, archevêque de Cosenza, puis cardinal.
Gaucher fut pourvu de bonne heure de nombreux bénéfices. Il est  successivement chanoine de l'église métropolitaine d'Aix-en-Provence, prieur de Meyrargues, prévôt de la cathédrale de Marseille, archidiacre de Fréjus, protonotaire apostolique et référendaire du pape. 
En 1440 Gaucher est nommé administrateur de l'évêché de Sisteron et il est   transféré à Gap en 1442. 
Gaucher a des démêlés avec le dauphin Louis II, depuis Louis XI, qui fait saisir son temporel et met garnison dans ses châteaux et dans ses terres.  Gaucher est alors obligé de sortir du diocèse et ne se réconcilie avec le prince que par la médiation du pape Nicolas V en 1447. Gaucher assiste au concile qui est célébré à deux reprises à Avignon en  1457 et 1458. 
En 1459 commencent à Gap des troubles suscités par les prétentions exorbitantes de Gaucher, et qui ne finissent qu'à la mort du prélat. 
Vainement le pape Pie II confirme, par bulle de 1461 les privilèges, libertés et franchises de la ville.  Gaucher n'en continue pas moins d'attenter aux franchises et aux libertés de la ville épiscopale, devenue presque déserte. Devant le parlement de Grenoble  Gaucher  déclare fièrement qu'il ne reconnait d'autre suzerain que le roi René, comte de Provence.  En 1463, le dauphin fait saisir alors le temporel du prélat, qui est assigné à comparaître devant la cour, et les habitants de Gap recouvrent leur liberté. En 1464, on voit encore le prélat et la ville s'adresser cependant de mutuels reproches au sujet des troubles qui continuent, bien que les uns et les autres, ont consenti à prendre le pape pour arbitre de leurs différends.
René d'Anjou, comte de Provence, étant mort en 1480, Gaucher, fait hommage  à Charles V d'Anjou, comte du Maine et successeur de René, pour toutes les terres possédées par l'Église de Gap dans l'étendue de l'ancien comté de Forcalquier. Heureusement pour lui, Louis XI hérite en 1481, de Charles d'Anjou, et prend possession du comté de Provence.
Gaucher est aussi abbé de   Saint-Eusèbe au diocèse d'Apt depuis 1440, abbé du Thoronet au diocèse de Fréjus, prieur de   Notre-Dame de Moustiers, prieur de Chardavon au diocèse de Sisteron, et prieur de Montfavet près d'Avignon.